# A través del Carmel
A través del Carmel és una pel·lícula documental espanyola del 2009 dirigida per Claudio Zulian i produït per Acteon SCCL amb la participació de Televisió de Catalunya i l'Institut Català de les Indústries Culturals (ICIC). Fou rodat en castellà.

## Sinopsi
Es tracta d'un sol llarg pla seqüència de 90 minuts rodat sense interrupció de 4 a 6 de la tarda del 10 de febrer de 2006 al barri del Carmel de Barcelona, per tal que el temps de la pantalla coincideixi amb el de la vida real. La càmera recorre els carrers i places, entra a les botigues, cases, locals, oficines i tallers, escoltants els veïns que contes coses quotidianes d'un dia qualsevol.

## Producció
L'equip de rodatge va treballar sis mesos al barri amb prop de quaranta col·lectius i una quinzena de particulars. El metratge final es va elaborar amb tres projeccions de gran format, col·locades en forma d'U, en color d'alta definició i tres canals mono, amb divuit monitors en espais privats o públics del barri del Carmel.

## Nominacions
Fou nominada al Gaudí a la millor pel·lícula documental del 2010.